# Rudolf Grunemann
Rudolf Grunemann (* 18. September 1906 in Frankfurt (Oder); † 6. April 1981 ebenda) war ein deutscher Maler, Grafiker, Illustrator und Holzschneider.

## Leben und Werk
Rudolf Grunemann, in Frankfurt (Oder) geboren und in der Dammvorstadt – dem heutigen Słubice – aufgewachsen, entdeckte schon sehr frühzeitig seine Berufung zur Kunst. Ermutigt und gefördert durch den Frankfurter Künstler Max Heilmann begann der gelernte Fotograf seine künstlerische Ausbildung zunächst jedoch autodidaktisch, studierte dann 1927 an den Vereinigten Staatsschulen für freie und angewandte Kunst in Berlin-Charlottenburg. Ab demselben Jahr war er in Frankfurt (Oder) freischaffend tätig.
Bekannt geworden ist er unter anderem durch die beiden Fotomappen über die Kunstschätze der Marienkirche in Frankfurt (Oder), die er Ende der 1920er Jahre anfertigte. Sein besonderes Interesse galt allerdings zeit seines Lebens dem nordischen Kulturraum, seinen Menschen und seinen Landschaften. Von seinen zahlreichen Reisen – bereits 1928 unternahm er seine erste mehrmonatige Reise nach Lappland – durch ganz Nordeuropa, Norwegen, Schweden, Dänemark und Finnland, und von seinen langen Aufenthalten unter lappländischen Nomaden in den 1920er und 1930er Jahren hat sich ein – trotz erheblicher Kriegsverluste – noch sehr reiches Werk an phantastischen Zeichnungen, traumhaften Bildern und Fotografien erhalten. Vor allem seine in dieser Zeit entstandenen Porträts, Tierstudien und Landschaftsbilder üben heute noch einen ganz besonderen Reiz aus.
Sein Reisetagebuch über seine erste Nordlandfahrt 1928 gibt Aufschluss über die ungeheure Faszination, die diese Region auf ihn ausübte. Dieser Faszination sind auch seine beiden Publikationen – eine über Roald Amundsen, die 1934 entstand, und ein Märchenbuch „Der Sternenwagen“, das er 1941 für seine älteste Tochter schrieb und illustrierte – zu verdanken. 1945 beteiligte er sich an der ersten gesamtdeutschen Ausstellung im Zeughaus Berlin, es folgten einige Einzelausstellungen 1972 und 1978 in Frankfurt (Oder) sowie zahlreiche Beteiligungen an Gemeinschaftsausstellungen in der Region, u. a. von 1964 bis 1979 an vier Bezirkskunstausstellungen.
Mitte der 1930er Jahre beschäftigte er sich dann zunehmend mit der Wandmalerei, in Secco- und Freskotechnik. Baubezogene Kunst und grafische Produktionen bestimmten im Weiteren seine Arbeit. In Bezug auf die verwendeten Techniken und Materialien sind sie ebenso facettenreich wie seine Themen. Darüber hinaus sind zahlreiche Illustrationen in Kinder- und Sachbüchern entstanden.
Rudolf Grunemann lebte bis zu seinem Tode 1981 im Wesentlichen in seiner Heimatstadt Frankfurt (Oder), mit der Ausnahme Jamlitz. In den 1930er Jahren fuhr Grunemann zunächst besuchsweise zu dem Maler Walter Kühne (1875–1956), bei dem er mit Frau und Kindern im Gartenatelier wohnte. Erst mit Kriegsbeginn 1939 machte er Jamlitz zu seiner Hauptadresse. Die Grunemanns wohnten bei der Familie Riese in der Glashütte, nach Kriegsende im eigenen Holzhaus am Raduschsee. Grunemann hielt sich wegen auswärtiger Projekte und kriegsbedingt nicht oft in Jamlitz auf. Das Wandbild im früheren Schulgebäude zeugt von seinem Schaffen vor Ort. Um 1954 ging er nach Trennung von seiner Frau Theresia zurück nach Frankfurt (Oder). Er blieb mit Walter Kühne, der ihn „Arbeitskamerad“ nannte, verbunden und hielt für ihn 1956 die Grabrede.
Zu Grunemanns künstlerischen Umfeld gehörten u. a. Walter Götze, Dora Kärgel und Edmund Neutert. Er war Mitglied des Verbands Bildender Künstler der DDR. Er hat mehr als 3.000 Werke hinterlassen, von denen einige seiner baubezogenen Arbeiten noch heute im öffentlichen Raum der Brandenburger Orte Eberswalde, Eisenhüttenstadt, Frankfurt (Oder), Jamlitz und Schwedt/Oder zu sehen sind. Die Zeichnungen und Bilder aus den 1920er und 1930er Jahren, von denen sich nicht allzu viele erhalten haben, befinden sich zum größten Teil in Privatbesitz. Sie zeigen jedoch dem heutigen Betrachter einen bis dahin weitgehend unbekannten Rudolf Grunemann.

## Werke (Auswahl)

### Architekturbezogene Werke (Auswahl)
- Oderfischer. Wandfüllung für ein Wehrmachtsgebäude, 1938, Havelberg[3]
- Stadtwappen. Wandbild, 1952, Frankfurt (Oder), Eingangshalle des Rathauses
- 700 Jahre Frankfurt (Oder). Secco-Deckenbild, 1952, Frankfurt (Oder), Nordflügel des Rathauses[4][5]
- Deutschland einig Vaterland. Wandbild, 1954, Jamlitz, Gemeindegemeinschaftshaus (zur Zeit der Entstehung eine Schule), Schulstraße 12[6][7]
- Landwirtschaft und Industrie im Oderbruch. Zwei Sgraffito-Wandbilder, 1954/1955, Frankfurt (Oder), Fassade des damaligen Lichtspieltheaters der Jugend, Heilbronner Straße 18[8][9][10]
- Energie. Wandbild, 1960, Frankfurt (Oder), Flur im Treppenaufgang des Verwaltungsgebäudes des Hauses der Energie in der Wilhelm-Pieck-Straße (heute ASB Gesundheitszentrum Vitalis, Heilbronner Straße 24)[11][12]
- Wiederaufbau. Sgraffito-Wandbild, 1960, Eberswalde, Grabowstraße 34 A[13]
- Aufbau. Sgraffito-Wandbild, 1961, Eberswalde, Eisenbahnstraße Ecke Grabowstraße (zur Zeit der Entstehung Wilhelm-Pieck-Straße Ecke Hans-Beimler-Straße)[14]
- Lehrer, Schüler mit Thema Raumfahrt. Metallinstallation, 1961, Hangelsberg, Oberschule[15]
- Herkunft, Gebrauch - Nahrungs- und Genußmittel. Wandgestaltung, 1965, Eisenhüttenstadt, Schulspeiseraum der Schule V „Club am Anger“[16]
- Eisenhüttenkombinat Ost, Mosaik, 1965, Eisenhüttenstadt,  Wohnkomplex V,POS Juri Gagarin, Lehrschwimmhalle[17][18]
- Verkehrserziehung der Jüngsten. Fassadengestaltung, 1967, Eisenhüttenstadt, Kindergarten im Wohnkomplex VI[19]
- Wohngruppenzeichen Robert Koch. Metallinstallation, 1967, Schwedt/Oder, Giebel Robert-Koch-Straße 1[20]
- Wohngruppenzeichen Michail Lomonossow, Metallinstallation, 1967, Schwedt/Oder, Michail-Lomonossow-Straße 1[20]
- Wohngruppenzeichen Justus von Liebig, Metallinstallation, 1967, Schwedt/Oder, Justus-von-Liebig-Straße 1[20]
- Wohngruppenzeichen Friedlieb Ferdinand Runge, Metallinstallation, 1967, Schwedt/Oder, Friedlieb-Ferdinand-Runge-Straße 1[20]
- Wohngruppenzeichen Friedrich Wöhler, Metallinstallation, 1967, Schwedt/Oder, Friedrich-Wöhler-Straße 1[20]
- Wohngruppenzeichen Marie Curie, Metallinstallation, 1967, Schwedt/Oder, Marie-Curie-Straße 1[20]

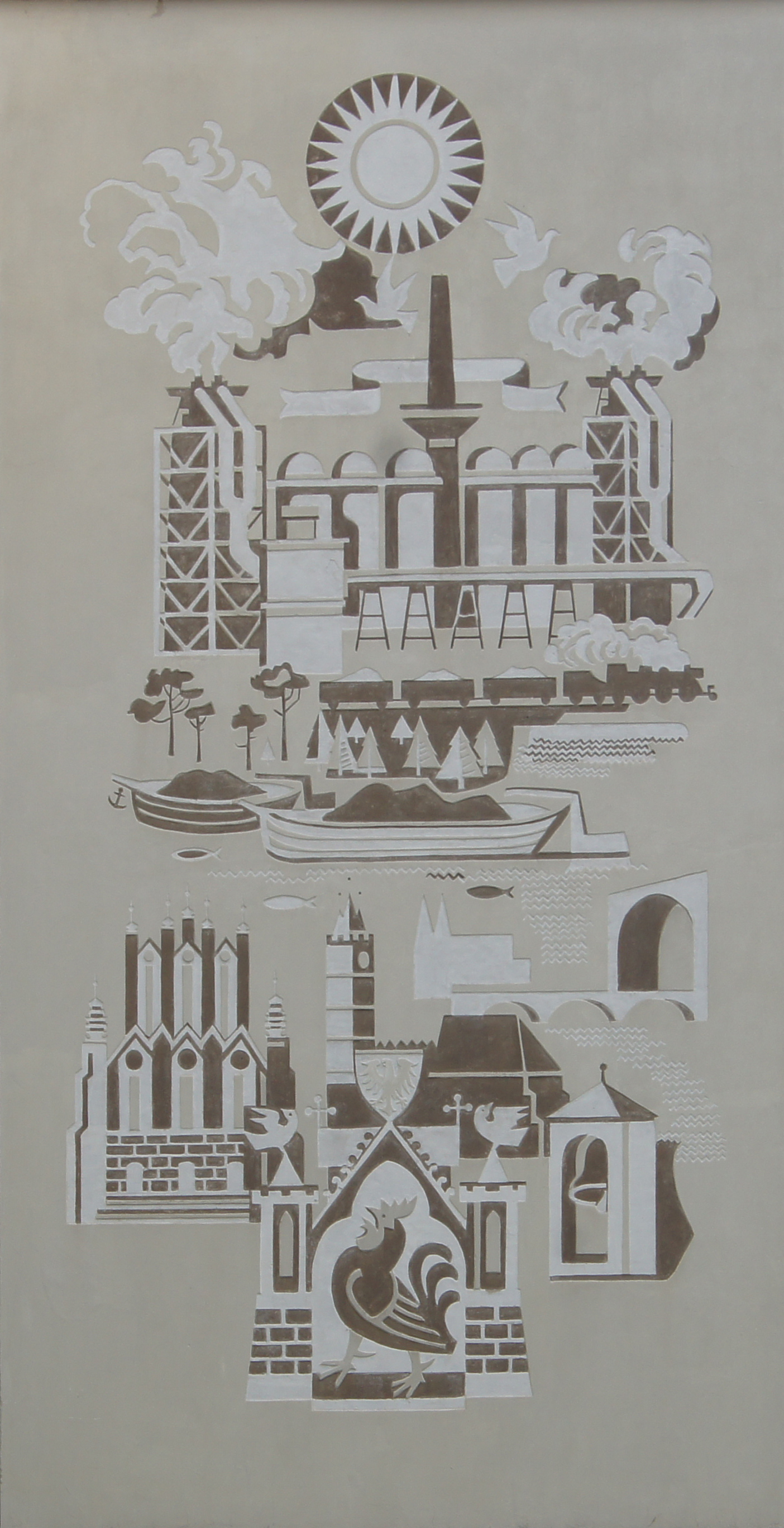
Industrie im Oderbruch, 1954, Frankfurt (Oder)
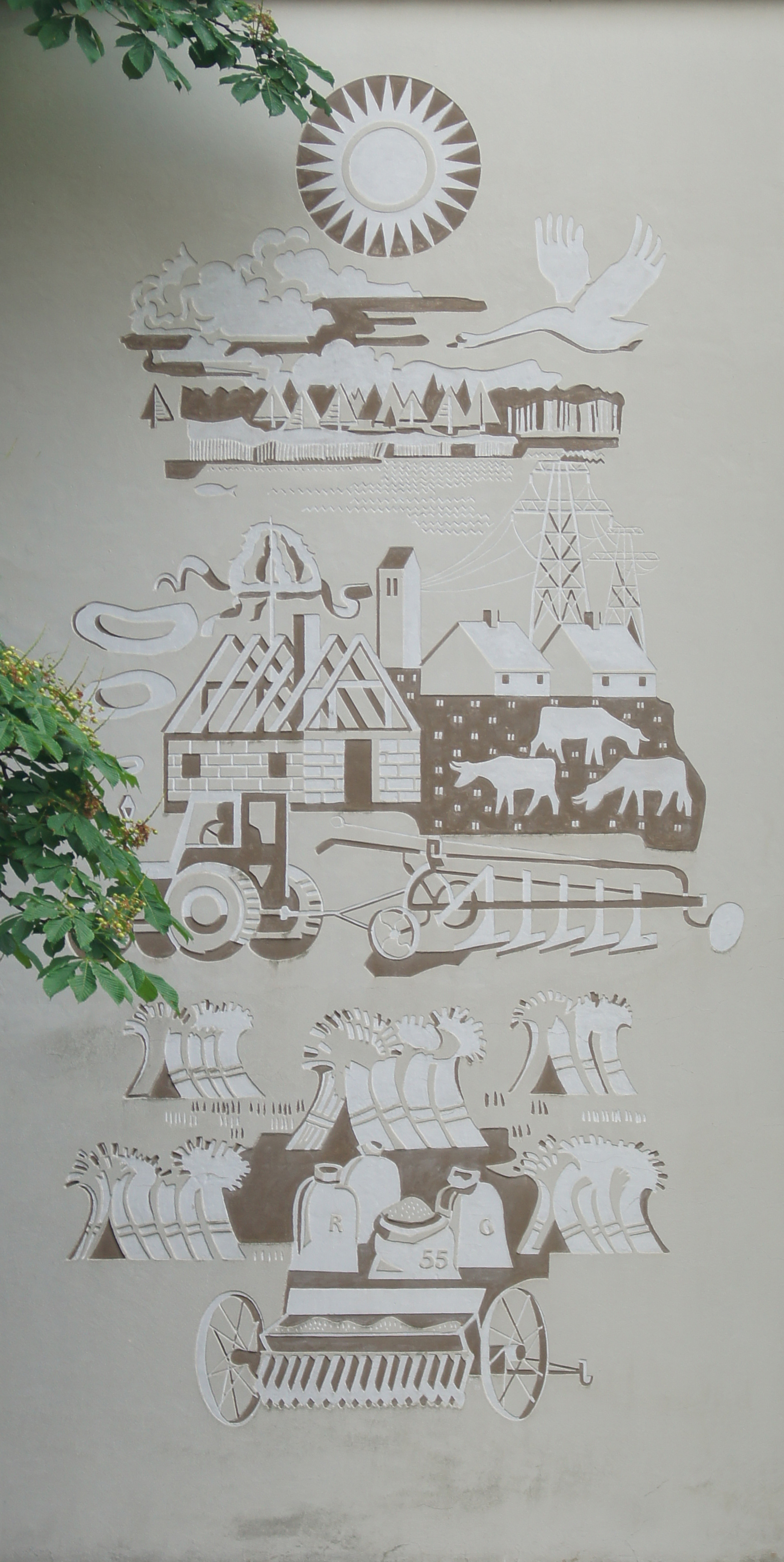
Landwirtschaft im Oderbruch, 1954, Frankfurt (Oder)
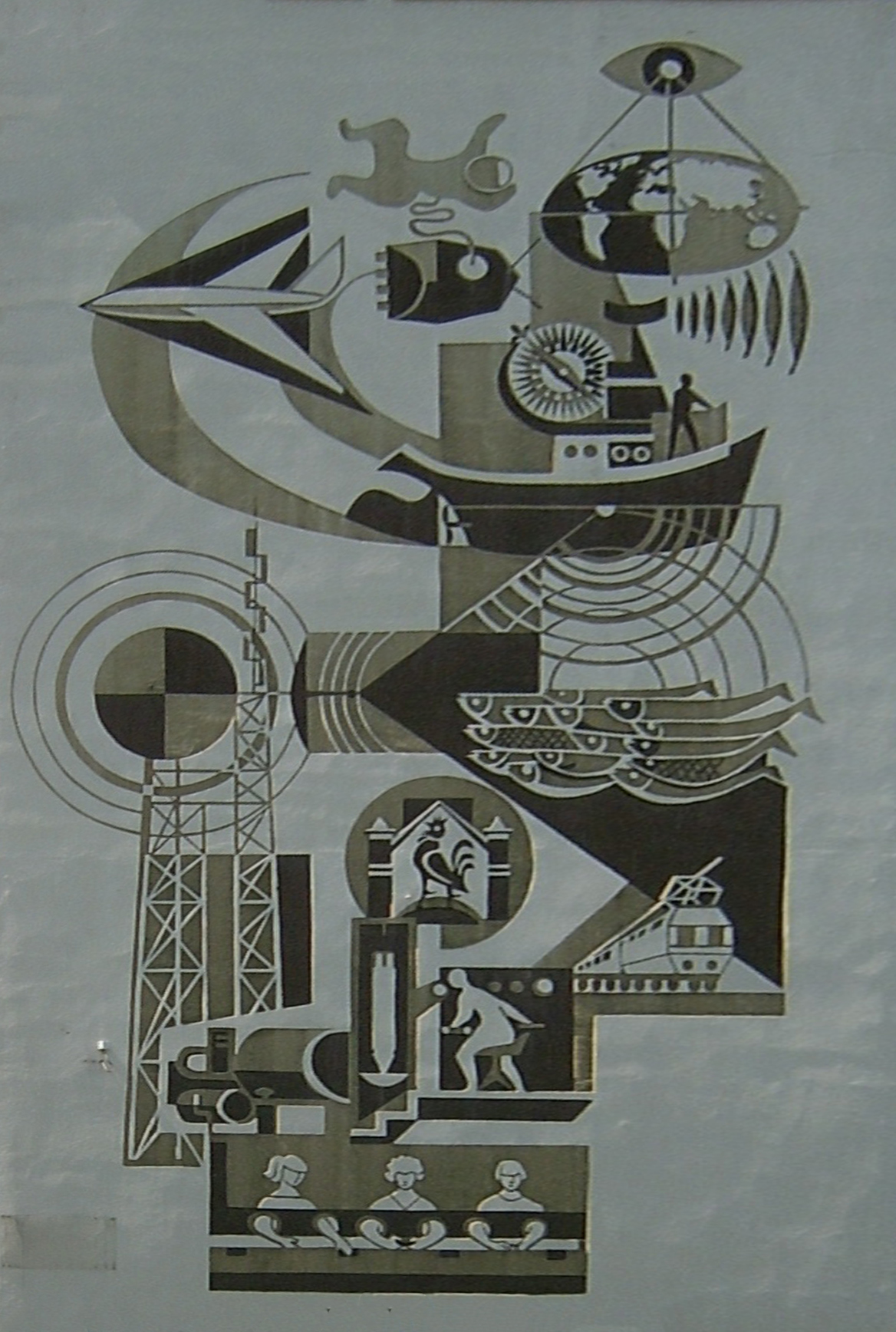
Halbleiterlemente, 1967, Frankfurt (Oder)
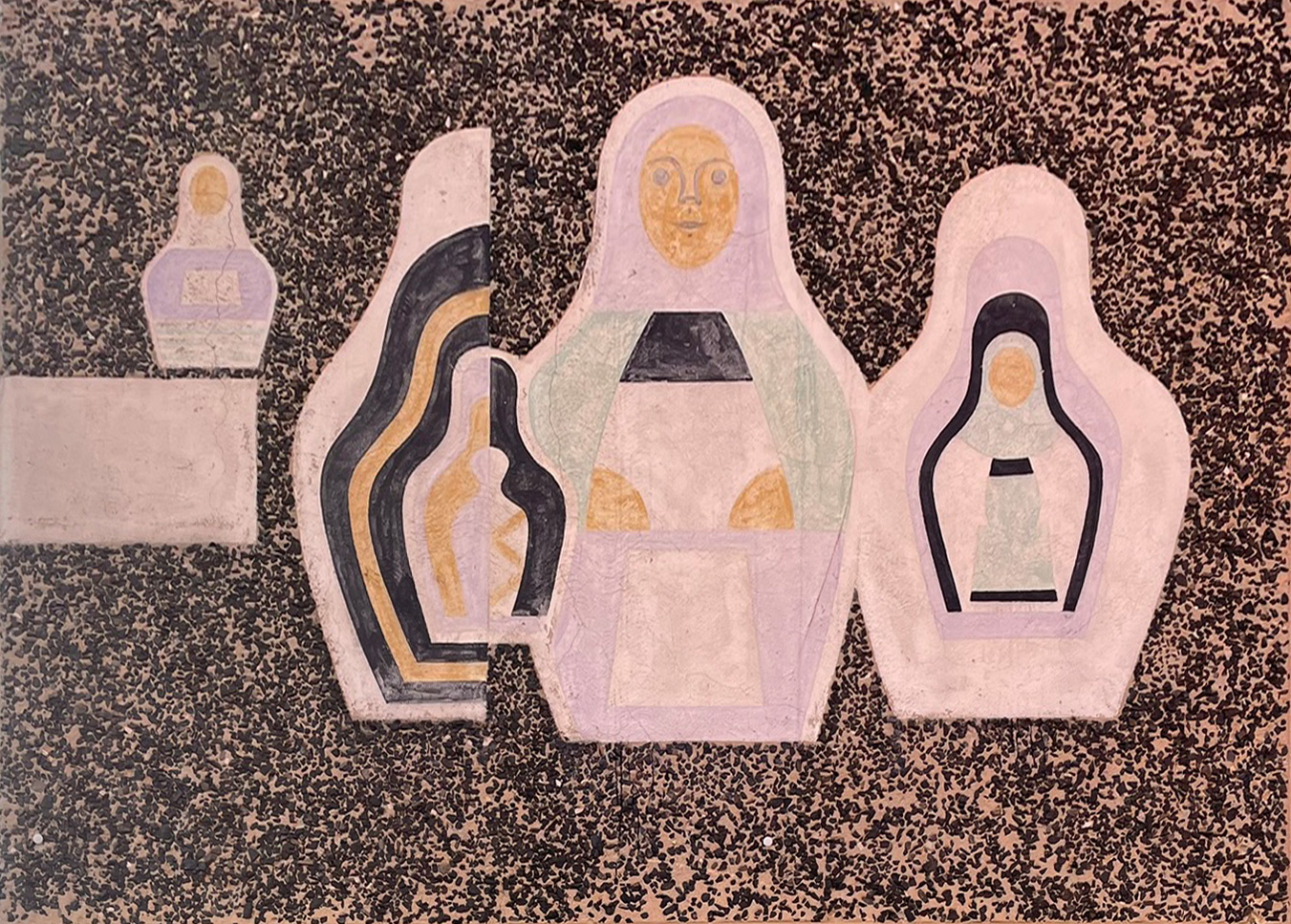
Matrjoschka, 1972, Frankfurt (Oder)
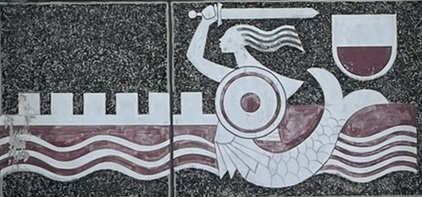
Warschau, 1972, Frankfurt (Oder)

### Buchillustrationen
- Ernst Walter Huth: Führer durch das Bezirksmuseum und die Geschichte von Frankfurt (Oder). I. Teil. Hrsg. Bezirksmuseum Frankfurt (Oder). Selbstverlag, Frankfurt (Oder) 1964.
- Gerhard Weise: Vom Wolf im Schafspelz. Fabeln deutscher Dichter. Kinderbuchverlag, Berlin 1957.
- Deutsches Zentralinstitut für Lehrmittel (Hrsg.): Schull Tafel / Schoolplaat. Unsere Feuerwehr nach einem Originalgemälde von Rudolf Grunemann. Volk und Wissen Volkseigener Verlag Berlin, Berlin 1959.

### Schriften
- Der Hochaltar von Sankt Marien zu Frankfurt an der Oder. Verlag F. Emil Boden, Dresden 1928.
- Helden der Luft. Verlagshaus für Volksliteratur, Berlin 1934.
- Roald Amundsen. Ein Pionier der Polarforschung. Lux, Murnau / München / Innsbruck / Olten 1934.
- Der Sternwagen. Die merkwürdigen Erlebnis der Eva Gabriele Adelheid Grunemann in Lappland. Selbstverlag, Frankfurt (Oder) 1935.

## Ausstellungen (unvollständig)

### Postume Einzelausstellungen
- 2006: Adolf Schröter & Rudolf Grunemann, Frankfurter – Freunde – Künstler. Frankfurt (Oder), Marienkirche
- 2006: Rudolf Grunemann – ein Frankfurter Künstler. Frankfurt (Oder), Museum Viadrina[21]

### Ausstellungsbeteiligungen
- 1964, 1969, 1976 und 1979: Bezirkskunstausstellungen. Frankfurt (Oder)
- 2017: Was macht die Kunst, Frankfurt (Oder)? Frankfurt (Oder), Europa-Universität Viadrina[22]